# Stazione di Harmonstown
La Harmonstown railway station (in gaelico Baile Hearman) è una stazione ferroviaria situata a Harmonstown, nella contea di Dublino, Irlanda. Fu fatta costruire per fornire servizio nell'area della cittadina già menzionata, oltre che Raheny e Artane e aperta il 27 gennaio 1957.
La piccola stazione si trova su un'unica linea, la Trans-Dublin della DART ed è molto piccola, anche per via del fatto che sorge in un angusto avvallamento. Non è dotata di parcheggio.

## Servizi
- Servizi igienici
- Capolinea autolinee
- Biglietteria a sportello
- Biglietteria self-service